# GÉANT
GÉANT (zkratka, z anglického Gigabit European Academic Network) je evropská společnost propojující národní sítě výzkumu a vzdělání – NREN (zkratka, z anglického National Research and Educational Networks) vysokokapacitní a vysokorychlostní sítí kabelů. Vyvíjí mnoho služeb v oblasti propojování, bezpečnosti a dostupnosti internetu. V České republice je hlavním partnerem GÉANT CESNET (zkratka, z anglického Czech Education and Scientific NETwork), který v ČR zaštiťuje projekty GÉANTu – například eduroam.

## Historie
GÉANT byl spuštěn v roce 2000. Od té doby byl ale několikrát inovován. První verze sítě, známá jako GÉANT1, byla uvedena do provozu roku 2001. Hlavním cílem projektu bylo propojit vědecká pracoviště a státní NREN sítě v Evropě. 
Druhá generace, GÉANT2, dokončena roku 2008 přinesla hlavně nárůst výkonu (v optickém vláknu až 10Gb/s na několika vlnových délkách), eduroam a protokol Ipv6. 
V roce 2013 byl dokončen projekt GN3, který síť rozšířil (např. o Ukrajinu či Bělorusko) a propojil s dalšími kontinenty a jejich sítěmi (např. RedCLARA).
Dalším milníkem byla v roce 2022 GN4-3N, která síť od roku 2013 zrychlovala, zefektivnila a stabilizovala výměnou některých propojení za optické vlákno s kapacitou až 8Tb/s.
V roce 2024 je v Evropě stále aktivní GN4-3N, nicméně od roku 2022 se pracuje na GN5-1IC, která by měla zrychlovat propojení s dalšími kontinenty z předchozích nejrychlejších 30Gb/s na až 400Gb/s.

## Služby
GÉANT poskytuje služby, které podporují vědeckou a vzdělávací spolupráci napříč Evropou i globálně. Jsou děleny do několika kategorií.

### Důvěra a identita
Do této kategorie spadá InAcademia, eduTEAMS, eduGAIN a eduroam. 
Pomocí služeb eduTEAMS a eduGAIN lze vytvářet „týmy“ mezi akademickými pracovišti a tím získat sdílený chráněný přístup ke klíčovým informacím pro společný výzkum. 
InAcademia je služba, která umožňuje rychlé ověření zdali je člověk studentem pro přístup do školních systémů nebo obchodní účely. 
Eduroam umožňuje studentům, akademikům a vědcům se připojit k jedné síti pod stejným přihlášením na většině vysokých škol a vědeckých pracovištích.

### Síť a propojení
Do této kategorie spadá propojení akademických pracovišť (ne pouze po Evropě) a nástroje k moderaci (NMaaS, Argus, WifiMon, PMP, GÉANT IP, Point-to-Point, Open), VPN, měřič rychlosti sítě a eduroam.

### Bezpečnostní a cloudové služby
GÉANT také nabízí ochranu před DDoS útoky, digitální certifikáty pro ověřování, firewall a VPN. Také poskytuje možnost kam ukládat data z výzkumů a pro vzdělání. 

## Technologie
Síť GÉANT každý den přenese přibližně 7PB dat. Celá tato síť stojí na „páteři“ – optických vláknech, jejichž kapacita se během let zvedala až na 8Tb/s, které dosahuje pomocí transmitace dat na několika vlnových délkách. Díky této technologii, dokáže pojmout obrovské množství dat z různých experimentů, primárně z Velkého hadronového urychlovače. Při běžném provozu ale síť nepřenáší více než 2,5Tb/s. 
Od roku 2002 podporuje protokol IPv6 a multicasting verzi od roku 2004. 

## Partneři projektu
Projekt je primárně financován EU. Zajišťuje ji společnost DANTE (Delivery of Advanced Network Technology to Europe). Spolupracuje s ESA, CERNem a mnoha evropskými NRENy (v ČR CESNET). Díky propojení kontinentů spolupracuje také s mnoha lokálními obdobami GÉANTu. 

## Globální propojení
GÉANT připojuje Evropu k akademickým pracovištím po celém světě: 
- Kanada a USA (Canarie, ESnet, internet2)
- Latinská Amerika (RedCLARA, BELLA)
- Afrika (ASREN, WACREN, UbuntuNet Alliance)
- Asie (CAREN, TEIN)